# Empire Tower (Malaisie)
Pour les articles homonymes, voir Empire Tower.
L'Empire Tower ou Vista Tower est un gratte-ciel de bureaux situé à Kuala Lumpur en Malaisie et comportant 62 étages pour 238,1 m.